# Pero punta
Pero punta là một loài bướm đêm trong họ Geometridae.